# Вилете-Ђервазио (Комо)
Вилете-Ђервазио је насеље у Италији у округу Комо, региону Ломбардија.
Према процени из 2011. у насељу је живело 107 становника. Насеље се налази на надморској висини од 311 м.